# Eptesicus taddeii
Eptesicus taddeii é uma espécie de morcego da família Vespertilionidae. Endêmica da Mata Atlântica no sul do Brasil.